# Edla Rothgardt
Edla Laura Rothgardt, född Hamberg 2 december 1869 i Stockholm, död 18 april 1961 i Oscars församling i Stockholm, var en svensk opera- och operettsångare (sopran) och skådespelare. 

## Biografi
Rothgardt var dotter till kopparslagargesällen Filip Pontus Hamberg. Hon var elev vid Kungliga Baletten 1879–1887 och vid Operans kör 1887–1890. Rothgardt var därefter engagerad vid Stora teatern i Göteborg 1890–1893 och 1894–1895, vid Vasateatern 1893–1894 och därefter fram till 1920-talet vid Albert Ranfts teatrar, främst Vasateatern. Som sångerska debuterade Rothgardt vid Kungliga Teatern som Zerlina i Don Juan 1900 och Anna i Friskytten. Hon spelade Fatima i Oberon 1902.
Hon var gift med skådespelaren Pietro Rothgardt från 1904, fram till hans död 1915. Hon var mor till Wanda Rothgardt och mormor till Jane Friedmann.
Rothgardt är begravd på Norra begravningsplatsen utanför Stockholm.

## Filmografi i urval
- 1917 – Tösen från Stormyrtorpet
- 1920 – Bodakungen
- 1920 – Mästerman
- 1920 – Fiskebyn
- 1923 – Andersson, Pettersson och Lundström
- 1925 – Ingmarsarvet
- 1925 – När Bengt och Anders bytte hustrur
- 1926 – Flickan i frack
- 1929 – Rågens rike
- 1930 – Ulla, min Ulla
- 1930 – Norrlänningar
- 1931 – Brokiga blad
- 1932 – Landskamp
- 1932 – Sten Stensson Stéen från Eslöv på nya äventyr
- 1932 – Bröderna Östermans huskors
- 1938 – Storm över skären
- 1940 – Blyge Anton
- 1941 – Soliga Solberg
- 1942 – Stinsen på Lyckås
- 1944 – Vår Herre luggar Johansson
- 1949 – Lång-Lasse i Delsbo
- 1950 – Rågens rike
- 1953 – Vägen till Klockrike
- 1953 – All jordens fröjd

## Teater

### Roller (urval)
| År   | Roll                          | Produktion                                                                   | Regi             | Teater                  |
| ---- | ----------------------------- | ---------------------------------------------------------------------------- | ---------------- | ----------------------- |
| 1892 | Carmen                        | Carmen Georges Bizet, Henri Meilhac och Ludovic Halévy                       |                  | Stora Teatern, Göteborg |
| 1896 | Miss Betting                  | Fernands giftermål Georges Feydeau                                           |                  | Vasateatern             |
| 1903 | Adele                         | Läderlappen Johann Strauss den yngre, Karl Haffner och Richard Genée         |                  | Vasateatern             |
| 1905 |                               | Madame Scherry Hugo Felix och Maurice Ordonneau                              |                  | Östermalmsteatern       |
| 1906 |                               | Lilla drottningen Léon Xanrof och Michel Carré                               |                  | Östermalmsteatern       |
| 1906 | Pauline Bonaparte             | Hertiginnan av Danzig Ivan Caryll och Henry Hamilton                         |                  | Östermalmsteatern       |
| 1907 |                               | Fernands giftermål Georges Feydeau                                           |                  | Vasateatern             |
| 1911 |                               | Wienerblod Johann Strauss den yngre, Victor Léon, Leo Stein och Adolf Müller |                  | Oscarsteatern           |
| 1917 | Johanna                       | En piga bland pigor Ernst Fastbom                                            | Ernst Fastbom    | Vasateatern             |
| 1921 | Sophie                        | Borgmästarinnan (La presidente) Maurice Hennequin och Pierre Veber           | Albert Ranft     | Vasateatern             |
| 1921 | Maud Mifton                   | Niobe Harry Paulton och Edward Paulton                                       |                  | Vasateatern             |
| 1921 | Marie                         | Annonsera! Roi Cooper Megrue och Walter Hackett                              | Knut Nyblom      | Vasateatern             |
| 1923 |                               | Fruar på krigsstråt Georges Feydeau                                          | Albert Ranft     | Vasateatern             |
| 1927 | Hopp-Majenn, gatsångerska     | Skräddar Wibbel Hans Müller-Schlösser                                        | Sigurd Wallén    | Folkteatern             |
| 1927 | Millan Käck, andraplansartist | Revyprimadonnan Svasse Bergqvist                                             | Sigurd Wallén    | Folkteatern             |
| 1928 |                               | Daglannet Bjørnstjerne Bjørnson                                              | Pauline Brunius  | Oscarsteatern           |
| 1928 | Änkefru Ottesen               | Alexander den Store Gustav Esmann                                            |                  | Oscarsteatern           |
| 1932 |                               | Ökensången Oscar Hammerstein, Otto Harbach, Frank Mandel och Sigmund Romberg | Nils Johannisson | Oscarsteatern           |
| 1933 | Infantinnan                   | De tre musketörerna Rudolf Schantzer, Ernst Welisch och Ralph Benatzky       | Nils Johannisson | Oscarsteatern           |
| 1933 | Grevinnan Schweidnitz         | Leendets land Franz Lehár                                                    | Gösta Ekman      | Oscarsteatern           |
| 1938 | ”En blå mask”                 | Kvinnorna Clare Boothe Luce                                                  | Rune Carlsten    | Dramaten                |

## Radioteater

### Roller
| År   | Roll                 | Produktion                    | Regi        |
| ---- | -------------------- | ----------------------------- | ----------- |
| 1942 | Lena, backstugugumma | Marknadsafton! Vilhelm Moberg | Lars Madsén |

### Fotnoter
1. ↑  Rothgardt, Edla i Svenska män och kvinnor (1949).
2. ↑  Dagens Nyheter, 5 oktober 1915, sidan 7.
3. ↑  ”Edle Rothgardt”. Svensk Filmdatabas. http://www.sfi.se/sv/svensk-filmdatabas/Item/?type=PERSON&itemid=57893&ref=%2ftemplates%2fSwedishFilmSearchResult.aspx%3fid%3d1225%26epslanguage%3dsv%26searchword%3dEdla+Rothgardt%26type%3dPerson%26match%3dBegin%26page%3d1%26prom%3dFalse. Läst 21 augusti 2012.
4. ↑  SvenskaGravar
5. ↑  ”Teater och Musik”. Dagens nyheter:  s. 3. 4 februari 1896. https://arkivet.dn.se/tidning/1896-02-04/9457A/3. Läst 24 februari 2019.
6. ↑  E. N-m (24 september 1903). ”Teater, konst, litteratur”. Dagens Nyheter:  s. 3. https://arkivet.dn.se/tidning/1903-09-24/12017A/3. Läst 4 augusti 2019.
7. ↑  Ernst Högman (1905). Frithiof Hellberg. red. ”Teater och musik”. Idun: Illustrerad tidning för kvinnan och hemmet (Stockholm: Frithiof Hellberg) 18 (19):  sid. 243. https://gupea.ub.gu.se/bitstream/handle/2077/50325/gupea_2077_50325_1.pdf. Läst 17 november 2015.
8. ↑  ”Teater, konst, litteratur”. Dagens Nyheter:  s. 3. 10 januari 1906. http://arkivet.dn.se/arkivet/tidning/1906-01-10/12833A/3. Läst 27 juli 2015.
9. ↑  ”Teater, litteratur, musik”. Dagens Nyheter:  s. 2. 13 februari 1906. http://arkivet.dn.se/arkivet/tidning/1906-02-13/12867A/2. Läst 27 juli 2015.
10. ↑  ”Teater, konst, litteratur”. Dagens Nyheter:  s. 2. 6 februari 1906. http://arkivet.dn.se/arkivet/tidning/1906-02-06/12860A/2. Läst 27 juli 2015.
11. ↑  ”Teater, konst, litteratur”. Dagens Nyheter:  s. 3. 1 februari 1907. http://arkivet.dn.se/arkivet/tidning/1907-02-01/13212a/3. Läst 5 augusti 2015.
12. ↑  ”Teater, konst, litteratur”. Dagens Nyheter:  s. 8. 31 augusti 1911. http://arkivet.dn.se/arkivet/tidning/1911-08-31/14837/8. Läst 2 augusti 2015.
13. ↑  ”En piga bland pigor”. Musikverket. http://calmview.musikverk.se/CalmView/Record.aspx?src=CalmView.Performance&id=PERF14561&pos=247. Läst 10 juli 2015.
14. ↑  ”Borgmästarinnan”. Musikverket. https://calmview.musikverk.se/CalmView/Record.aspx?src=CalmView.Performance&id=P15450&pos=59. Läst 12 maj 2024.
15. ↑  ”Niobe”. Musikverket. http://calmview.musikverk.se/CalmView/Record.aspx?src=CalmView.Performance&id=PERF26500&pos=276. Läst 11 juli 2015.
16. ↑  ”Annonsera”. Musikverket. http://calmview.musikverk.se/CalmView/Record.aspx?src=CalmView.Performance&id=PERF14361&pos=23. Läst 5 juli 2015.
17. ↑  ”Teater och Musik”. Dagens Nyheter:  s. 10. 30 november 1923. http://arkivet.dn.se/arkivet/tidning/1923-11-30/326/10. Läst 30 augusti 2015.
18. ↑  ”Teater och Musik”. Dagens Nyheter:  s. 8. 5 februari 1927. http://arkivet.dn.se/arkivet/tidning/1927-02-05/34/8. Läst 5 januari 2016.
19. ↑  ”Fars med fart på Folkan”. Scenen (Erik Ljungberger) 13 (6):  sid. 214. 1927. https://runeberg.org/scenen/1927/0214.html. Läst 11 mars 2017.
20. 1 2  Oscarsteatern Arkiverad 28 januari 2015 hämtat från the Wayback Machine. Programblad. Leopolds antikvariat. Åtkomst 24 januari 2015
21. ↑  ”De tre musketörerna”. Musikverket. http://calmview.musikverk.se/CalmView/Record.aspx?src=CalmView.Performance&id=PERF25072&pos=30. Läst 4 juni 2015.
22. ↑  ”Rollboken”. Dramaten. Arkiverad från originalet den 29 maj 2015. https://web.archive.org/web/20150529074840/http://www.dramaten.se/Medverkande/Rollboken/Play/438/. Läst 5 juni 2015.
23. ↑  ”Radioprogrammet”. Dagens Nyheter:  s. 24. 23 juni 1942. http://arkivet.dn.se/arkivet/tidning/1942-06-23/167/18. Läst 30 januari 2016.